# Nesocodon mauritianus
Nesocodon mauritianus là loài thực vật có hoa trong họ Hoa chuông. Loài này được (I.Richardson) Thulin mô tả khoa học đầu tiên năm 1980.